# 300'erne f.Kr.
Århundreder: 5. århundrede f.Kr. – 4. århundrede f.Kr. – 3. århundrede f.Kr.
Årtier: 350'erne f.Kr. 340'erne f.Kr. 330'erne f.Kr. 320'erne f.Kr. 310'erne f.Kr. – 300'erne f.Kr. – 290'erne f.Kr. 280'erne f.Kr. 270'erne f.Kr. 260'erne f.Kr. 250'erne f.Kr.
År: 309 f.Kr. 308 f.Kr. 307 f.Kr. 306 f.Kr. 305 f.Kr. 304 f.Kr. 303 f.Kr. 302 f.Kr. 301 f.Kr. 300 f.Kr.